# Utetes schlingeri
Utetes schlingeri är en stekelart som först beskrevs av Fischer 1963.  Utetes schlingeri ingår i släktet Utetes och familjen bracksteklar. Inga underarter finns listade i Catalogue of Life.